# 槇尾村
槇尾村（まきおむら）は三重県鈴鹿郡にあった村。現在の亀山市中心部の南方、鈴鹿川の対岸一帯にあたる。

## 地理
- 河川：鈴鹿川、中ノ川

## 歴史
- 1889年（明治22年）4月1日 - 町村制の施行により、阿野田村・菅内村・田茂村・安知本村の区域をもって発足。
- 1908年（明治40年）4月1日 - 亀山町と合併し、改めて亀山町が発足。同日槇尾村廃止。

## 交通

### 鉄道路線
村域を関西鉄道の津支線（現・紀勢本線）が通過したが、駅は所在しなかった。

### 道路
現在は旧村域を伊勢自動車道が通過するが、当時は未開通。